# Plumularia floridana
Plumularia floridana är en nässeldjursart som beskrevs av Nutting 1900. Plumularia floridana ingår i släktet Plumularia och familjen Plumulariidae. Inga underarter finns listade i Catalogue of Life.